# Нільтава атолова
Нільтава атолова (Cyornis djampeanus) — вид горобцеподібних птахів родини мухоловкових (Muscicapidae). Мешкає в Південно-Східній Азії.

## Поширення і екологія
Атолові нільтави живуть в рівнинних тропічних лісах на островах Танахьямпеа і Калао, що входять в групу островів Селаяр і розташовані в морі Флорес.

## Збереження
Через невелику популяцію й обмежений ареал, МСОП вважає стан збереження цього виду близьким до загрозливого. За оцінками дослідників, популяція атолових нільтав складає 1000-2500 птахів. Їм загрожує знищення природного середовища.